# Кіпр на пісенному конкурсі Євробачення
Кіпр бере участь у Пісенному конкурсі «Євробачення» починаючи з 1981 року, за винятком 1988, 2001 та 2014 років. Найкращим результатом країни вважається 2-е місце, яке здобула Елені Фурейра з піснею «Fuego» у 2018 році та отримала 436 балів у фіналі.

## Історія участі
З моменту свого дебюту Кіпр щорічно брав участь у Пісенному конкурсі «Євробачення», за винятком 1988, 2001 та 2014 років. У 1988 році країна відкликала свою заявку після того, як національний мовник Кіпру CyBC визначила, що пісня не відповідає вимогам через участь у національному відборі 1984 року, що є порушенням правил відбору. 2001 року Кіпр не брав участі через низькі результати у попередні роки. У жовтні 2013 року CyBC оголосила про відмову від участі у Євробаченні 2014 через фінансову кризу на острові у 2012–2013 роках.
У 1980-х та 1990-х роках Кіпру кілька разів вдалося потрапити у топ-10, що зробило конкурс популярним серед громадськості. З 2004 року показники країни помітно впали. За винятком 2010 та 2012 років, Кіпру не вдавалося отримати кваліфікацію до фіналу з 2006 по 2013 роки. 
Однак після повернення на конкурс у 2015 році, країна щорічно брала участь у фіналі, за винятком 2022 року, коли Андромаха посіла 12-е місце у другому півфіналі з піснею «Ela». 2023 року Кіпр знову повернувся до фіналу. 
У 2018 році Елені Фурейра зайняла 2-е місце з піснею «Fuego» та отримала 436 балів у фіналі. На сьогодні, це найкращий результат країни на конкурсі.
Кіпр тримає рекорд за кількістю участі в Євробаченні без жодної перемоги. 
Більшість кіпріотських композицій виконані грецькою або англійською мовами. У 2000 році пісня «Nomiza» містила як грецьку, так й італійську мови. У 2007 році пісня «Comme ci, comme ça» у виконанні Еврідікі була повністю французькою мовою. Також у 2018 та 2021 роках пісні мали деякі фрази іспанською мовою.

### Тенденції голосування
На конкурсі між Кіпром та Грецією регулярно відбувається обмін максимальними 12 балами, що часто викликає обурення аудиторії. У 1981–2022 роках Кіпр під час голосування визнавав грецькі пісні найкращими у 26 випадках (за винятком 1981, 1985, 1990, 1991, 2015 та 2023 років). З моменту запровадження телеголосування у 1998 році дві країни постійно нараховували одна одній максимальні 12 балів до 2015 року, коли жодна з країн не віддала свої 12 балів іншій, але обидві поставили максимальну кількість балів Італії.
У зв'язку з кіпрським конфліктом, Кіпр та Туреччина ніколи не обмінювалися голосами до 2003 року.

### Популярність конкурсу
З моменту дебюту в 1981 році Кіпр мав різноманітні результати.
У той час, як показники Кіпру на змаганнях різко впали, показники Греції дуже швидко покращилися – країна здобула одну перемогу та сім результатів у першій десятці за одне десятиліття. Це призвело до зміни інтересів, і кіпрська громадськість була більше зацікавлена в успіху Греції. Ймовірно, це пов'язано з тим, що Греція з 2004 року надсилає популярних співаків, які мають фанатів на Кіпрі, тоді як останні зазвичай обирають своїх учасників через відбір, у результаті якого країну часто представляють невідомі загалу виконавці.

## Учасники
Умовні позначення
     Переможець
     Друге місце
     Третє місце
     Четверте місце
     П'яте місце
     Останнє місце
     Автоматичний фіналіст
     Не пройшла до фіналу
     Не брала участі
     Участь скасована
| Рік  | Місце проведення | Виконавець                            | Пісня                                             | Мова                | Переклад                            | Фінал                            | Фінал                            | Півфінал                         | Півфінал                         |
| Рік  | Місце проведення | Виконавець                            | Пісня                                             | Мова                | Переклад                            | Місце                            | Бали                             | Місце                            | Бали                             |
| ---- | ---------------- | ------------------------------------- | ------------------------------------------------- | ------------------- | ----------------------------------- | -------------------------------- | -------------------------------- | -------------------------------- | -------------------------------- |
| 1981 | Дублін           | Island                                | «Monika» (Μόνικα)                                 | Грецька             | Моніка                              | 6-е                              | 69                               | Без півфіналів                   | Без півфіналів                   |
| 1982 | Харрогейт        | Анна Віссі                            | «Mono I Agapi» (Μόνο η αγάπη)                     | Грецька             | Тільки кохання                      | 5-е                              | 85                               | Без півфіналів                   | Без півфіналів                   |
| 1983 | Мюнхен           | Stavros & Constantina                 | «I Agapi Akoma Zi» (Η αγάπη ακόμα ζει)            | Грецька             | Кохання ще живе                     | 16-е                             | 26                               | Без півфіналів                   | Без півфіналів                   |
| 1984 | Люксембург       | Енді Пол                              | «Anna Maria Lena» (Άννα Μαρία Λένα)               | Грецька             | Анна Марія Лена                     | 15-е                             | 31                               | Без півфіналів                   | Без півфіналів                   |
| 1985 | Гетеборг         | Лія Віссі                             | «To Katalava Arga» (Το κατάλαβα αργά)             | Грецька             | Пізно зрозумів                      | 16-е                             | 15                               | Без півфіналів                   | Без півфіналів                   |
| 1986 | Берген           | Елпіда                                | «Tora Zo» (Τώρα ζω)                               | Грецька             | Тепер я живу                        | 20-е                             | 4                                | Без півфіналів                   | Без півфіналів                   |
| 1987 | Брюссель         | Алексія Василіу                       | «Aspro Mavro» (Άσπρο-μαύρο)                       | Грецька             | Чорний і білий                      | 7-е                              | 80                               | Без півфіналів                   | Без півфіналів                   |
| 1988 | Дублін           | Дискваліфіковано                      | Дискваліфіковано                                  | Дискваліфіковано    | Дискваліфіковано                    | Дискваліфіковано                 | Дискваліфіковано                 | Дискваліфіковано                 | Дискваліфіковано                 |
| 1989 | Лозанна          | Яніс Савідакіс та Фані Полімері       | «Apopse As Vrethume» (Απόψε ας βρεθούμε)          | Грецька             | Давай зустрінемося сьогодні ввечері | 11-е                             | 51                               | Без півфіналів                   | Без півфіналів                   |
| 1990 | Загреб           | Харіс Анастасіу                       | «Milas Poli» (Μιλάς πολύ)                         | Грецька             | Ти забагато говориш                 | 14-е                             | 36                               | Без півфіналів                   | Без півфіналів                   |
| 1991 | Рим              | Єлена Патроклу                        | «SOS»                                             | Грецька             | –                                   | 9-е                              | 60                               | Без півфіналів                   | Без півфіналів                   |
| 1992 | Мальме           | Еврідікі                              | «Teriazoume» (Ταιριάζουμε)                        | Грецька             | Ми збігаємося                       | 11-е                             | 57                               | Без півфіналів                   | Без півфіналів                   |
| 1993 | Мілстріт         | Кір'якос Зумпулакіс та Дімос ван Беке | «Mi Stamatas» (Μη σταματάς)                       | Грецька             | Не зупиняйся                        | 19-е                             | 17                               | Без півфіналів                   | Без півфіналів                   |
| 1994 | Дублін           | Еврідікі                              | «Ime Anthropos Ki Ego» (Είμαι άνθρωπος κι εγώ)    | Грецька             | Я теж людина                        | 11-е                             | 51                               | Без півфіналів                   | Без півфіналів                   |
| 1995 | Дублін           | Алекс Панаї                           | «Sti Fotia» (Στη φωτιά)                           | Грецька             | У вогні                             | 9-е                              | 79                               | Без півфіналів                   | Без півфіналів                   |
| 1996 | Осло             | Константінос Христофору               | «Mono Yia Mas» (Μόνο για μας)                     | Грецька             | Тільки для нас                      | 9-е                              | 72                               | 15-е                             | 42                               |
| 1997 | Дублін           | Хара та Андреас Константіну           | «Mana Mou» (Μάνα μου)                             | Грецька             | Батьківщина                         | 5-е                              | 98                               | Без півфіналів                   | Без півфіналів                   |
| 1998 | Бірмінгем        | Міхаліс Хатзіянніс                    | «Genesis» (Γένεσις)                               | Грецька             | Буття                               | 11-е                             | 37                               | Без півфіналів                   | Без півфіналів                   |
| 1999 | Єрусалим         | Марлен Ангеліду                       | «Tha 'Nai Erotas» (Θα 'ναι έρωτας)                | Грецька             | Це буде кохання                     | 22-е                             | 2                                | Без півфіналів                   | Без півфіналів                   |
| 2000 | Стокгольм        | Voice                                 | «Nomiza» (Νόμιζα)                                 | Грецька, Італійська | Я думав                             | 21-е                             | 8                                | Без півфіналів                   | Без півфіналів                   |
| 2001 | Копенгаген       | Не брала участь                       | Не брала участь                                   | Не брала участь     | Не брала участь                     | Не брала участь                  | Не брала участь                  | Не брала участь                  | Не брала участь                  |
| 2002 | Таллінн          | One                                   | «Gimme»                                           | Англійська          | Дай мені                            | 6-е                              | 85                               | Без півфіналів                   | Без півфіналів                   |
| 2003 | Рига             | Стеліос Константас                    | «Feeling Alive»                                   | Англійська          | Відчуваю себе живим                 | 20-е                             | 15                               | Без півфіналів                   | Без півфіналів                   |
| 2004 | Стамбул          | Ліза Андреас                          | «Stronger Every Minute»                           | Англійська          | Щохвилини сильніше                  | 5-е                              | 170                              | 5-е                              | 149                              |
| 2005 | Київ             | Константінос Христофору               | «Ela Ela» (Ελα Ελα)                               | Англійська          | Приходь, приходь                    | 18-е                             | 46                               | Топ-12 у минулому році           | Топ-12 у минулому році           |
| 2006 | Афіни            | Аннет Артані                          | «Why Angels Cry»                                  | Англійська          | Чому ангели плачуть                 | Не вдалося кваліфікуватися       | Не вдалося кваліфікуватися       | 15-е                             | 57                               |
| 2007 | Гельсінкі        | Еврідікі                              | «Comme ci, comme ça»                              | Французька          | Як це, як те                        | Не вдалося кваліфікуватися       | Не вдалося кваліфікуватися       | 15-е                             | 65                               |
| 2008 | Белград          | Євдокія Каді                          | «Femme Fatale»                                    | Грецька             | Фатальна жінка                      | Не вдалося кваліфікуватися       | Не вдалося кваліфікуватися       | 15-е                             | 36                               |
| 2009 | Москва           | Христина Метакса                      | «Firefly»                                         | Англійська          | Світлячок                           | Не вдалося кваліфікуватися       | Не вдалося кваліфікуватися       | 14-е                             | 32                               |
| 2010 | Осло             | Джон Лілігрін та The Islanders        | «Life Looks Better in Spring»                     | Англійська          | Життя краще весною                  | 21-е                             | 27                               | 10-е                             | 67                               |
| 2011 | Дюссельдорф      | Хрістос Мілордос                      | «San Aggelos S'agapisa» («Σαν άγγελος σ'αγάπησα») | Грецька             | Я люблю тебе як ангела              | Не вдалося кваліфікуватися       | Не вдалося кваліфікуватися       | 18-е                             | 16                               |
| 2012 | Баку             | Іві Адаму                             | «La La Love»                                      | Англійська          | Ла Ла Любов                         | 16-е                             | 65                               | 7-е                              | 91                               |
| 2013 | Мальме           | Деспіна Олімпіу                       | «An Me Thimase» (Aν με θυμάσαι)                   | Грецька             | Якщо ти пам'ятаєш мене              | Не вдалося кваліфікуватися       | Не вдалося кваліфікуватися       | 15-е                             | 11                               |
| 2014 | Копенгаген       | Не брала участь                       | Не брала участь                                   | Не брала участь     | Не брала участь                     | Не брала участь                  | Не брала участь                  | Не брала участь                  | Не брала участь                  |
| 2015 | Відень           | Янніс Караянніс                       | «One Thing I Should Have Done»                    | Англійська          | Одне, що я повинен був зробити      | 22-е                             | 11                               | 6-е                              | 87                               |
| 2016 | Стокгольм        | Minus One                             | «Alter Ego»                                       | Англійська          | Альтер Его                          | 21-е                             | 96                               | 8-е                              | 164                              |
| 2017 | Київ             | Овіг                                  | «Gravity»                                         | Англійська          | Сила тяжіння                        | 21-е                             | 68                               | 5-е                              | 164                              |
| 2018 | Лісабон          | Елені Фурейра                         | «Fuego»                                           | Англійська          | Вогонь                              | 2-е                              | 436                              | 2-е                              | 262                              |
| 2019 | Тель-Авів        | Tamta                                 | «Replay»                                          | Англійська          | Повтор                              | 13-е                             | 109                              | 9-е                              | 149                              |
| 2020 | Роттердам        | Сандро Ніколас                        | «Running»                                         | Англійська          | Біг                                 | Конкурс скасовано через COVID-19 | Конкурс скасовано через COVID-19 | Конкурс скасовано через COVID-19 | Конкурс скасовано через COVID-19 |
| 2021 | Роттердам        | Елена Цагріну                         | «El diablo»                                       | Англійська          | Диявол                              | 16-е                             | 94                               | 6-е                              | 170                              |
| 2022 | Турин            | Андромаха                             | «Ela» (Ελα)                                       | Англійська, Грецька | Приходь                             | Не вдалося кваліфікуватися       | Не вдалося кваліфікуватися       | 12-е                             | 63                               |
| 2023 | Ліверпуль        | Ендрю Ламбру                          | «Break a Broken Heart»                            | Англійська          | Розбити розбите серце               | 12-е                             | 126                              | 7-е                              | 94                               |
| 2024 | Мальме           | Силія Капсіс                          | «Liar»                                            | Англійська          | Брехун                              | 15-е                             | 78                               | 6-е                              | 66                               |
| 2025 | Базель           | Theo Evan                             | «Shh»                                             | Англійська          | Тсс                                 | Не вдалося кваліфікуватися       | Не вдалося кваліфікуватися       | 11-е                             | 44                               |

## Нагороди

### Премія Марселя Безансона
| Рік  | Категорія         | Пісня                   | Виконавець    | Місце | Бали | Місце проведення | Прим. |
| ---- | ----------------- | ----------------------- | ------------- | ----- | ---- | ---------------- | ----- |
| 2004 | Приз композиторів | «Stronger Every Minute» | Ліза Андреас  | 5-е   | 170  | Стамбул          | [ 4 ] |
| 2018 | Мистецький приз   | «Fuego»                 | Елені Фурейра | 2-е   | 436  | Лісабон          | [ 5 ] |

## Галерея

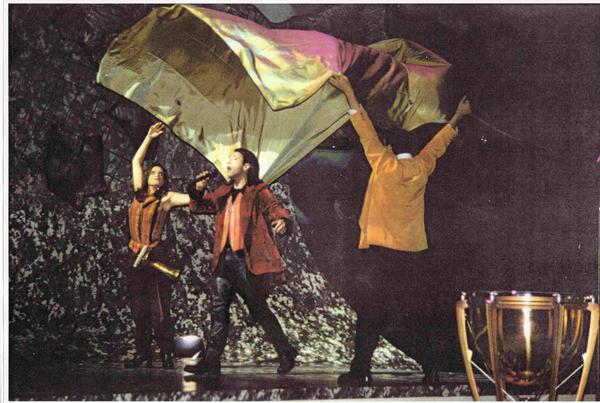
Алекс Панаї у Дубліні (1995)
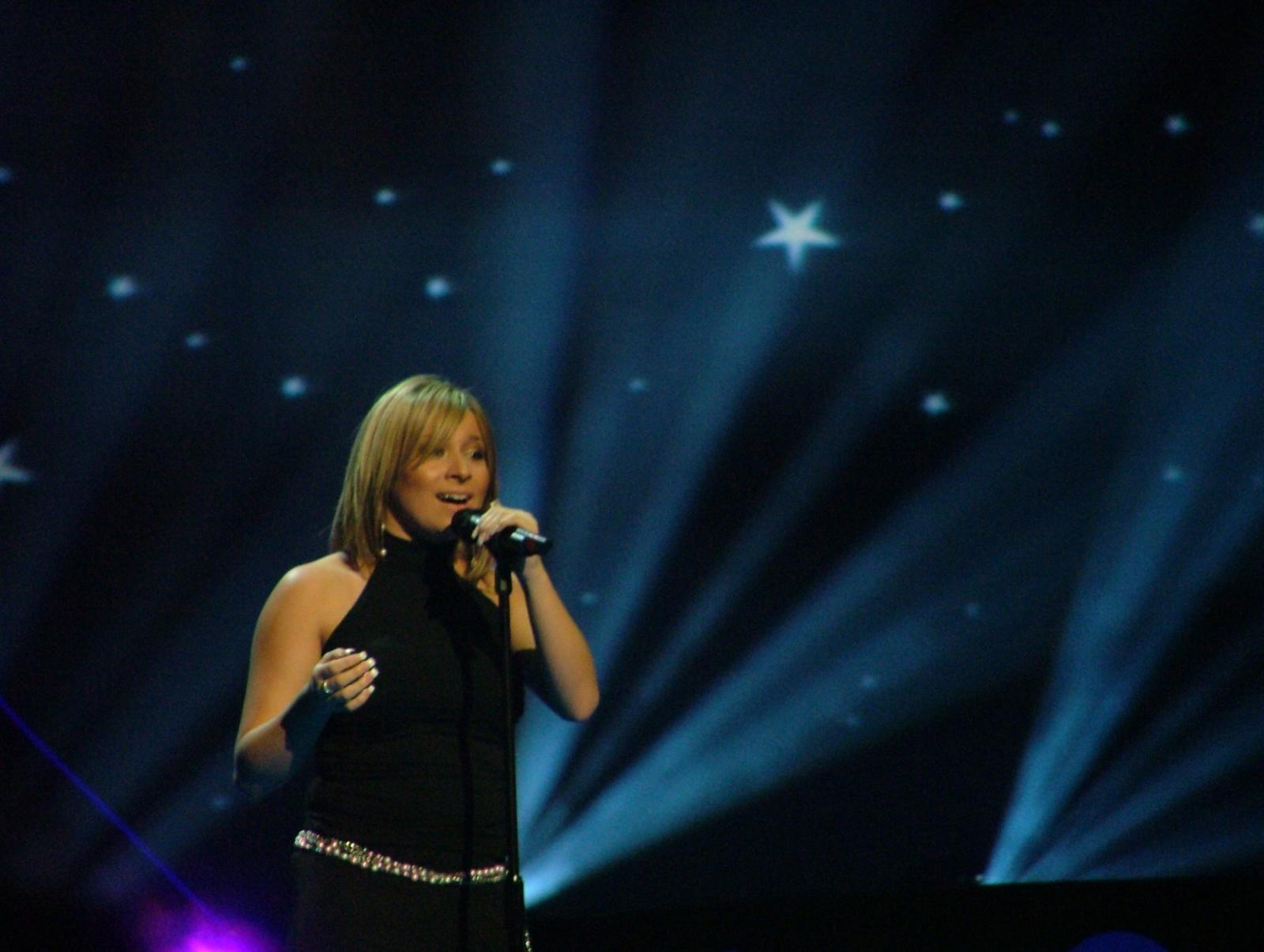
Ліза Андреас у Стамбулі (2004)
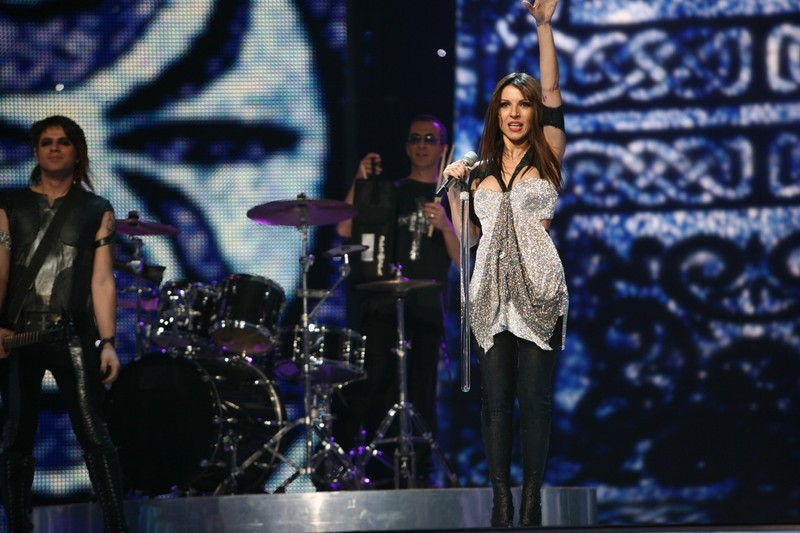
Еврідікі у Гельсінкі (2007)
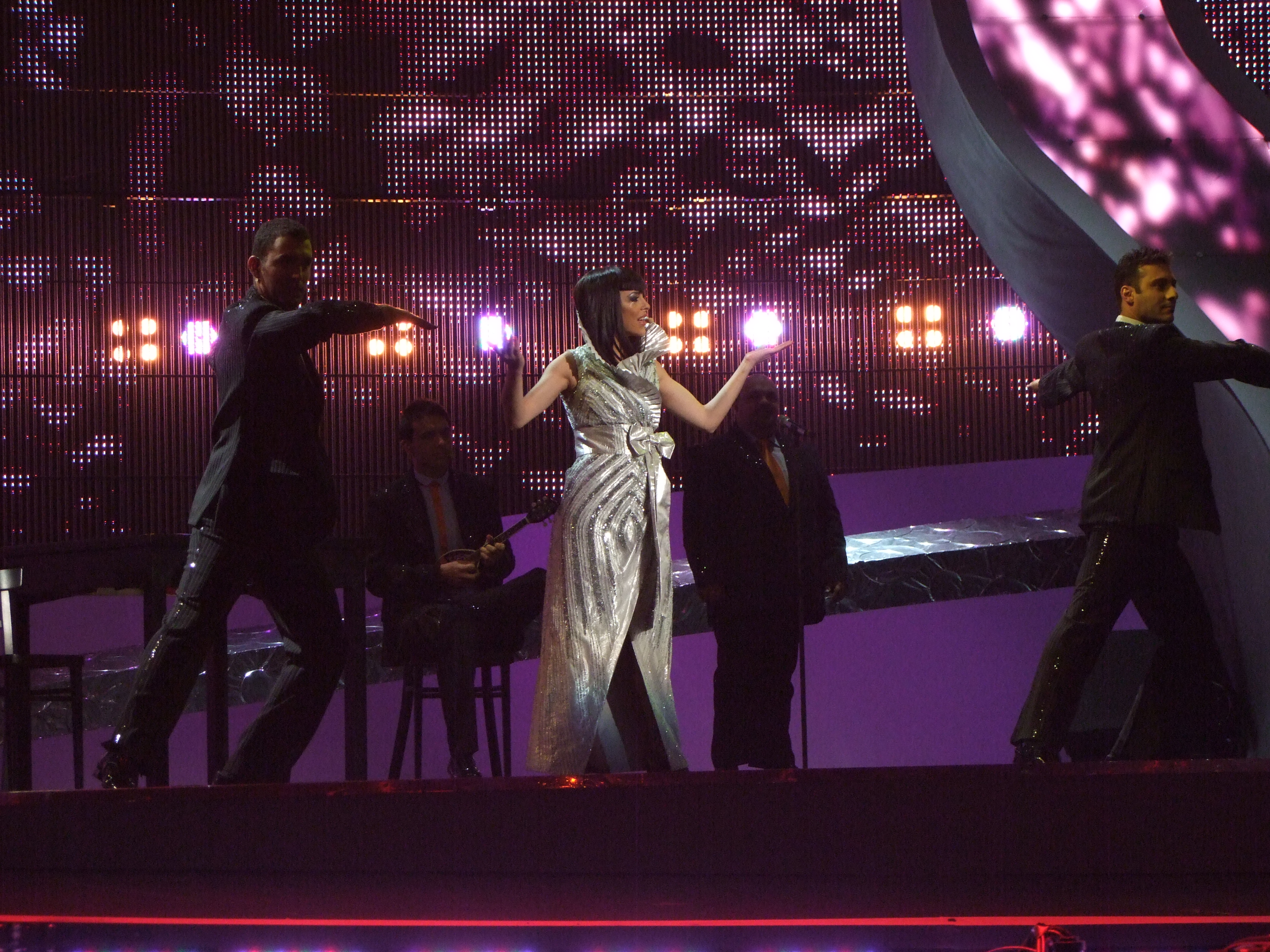
Євдокія Каді у Белграді (2008)
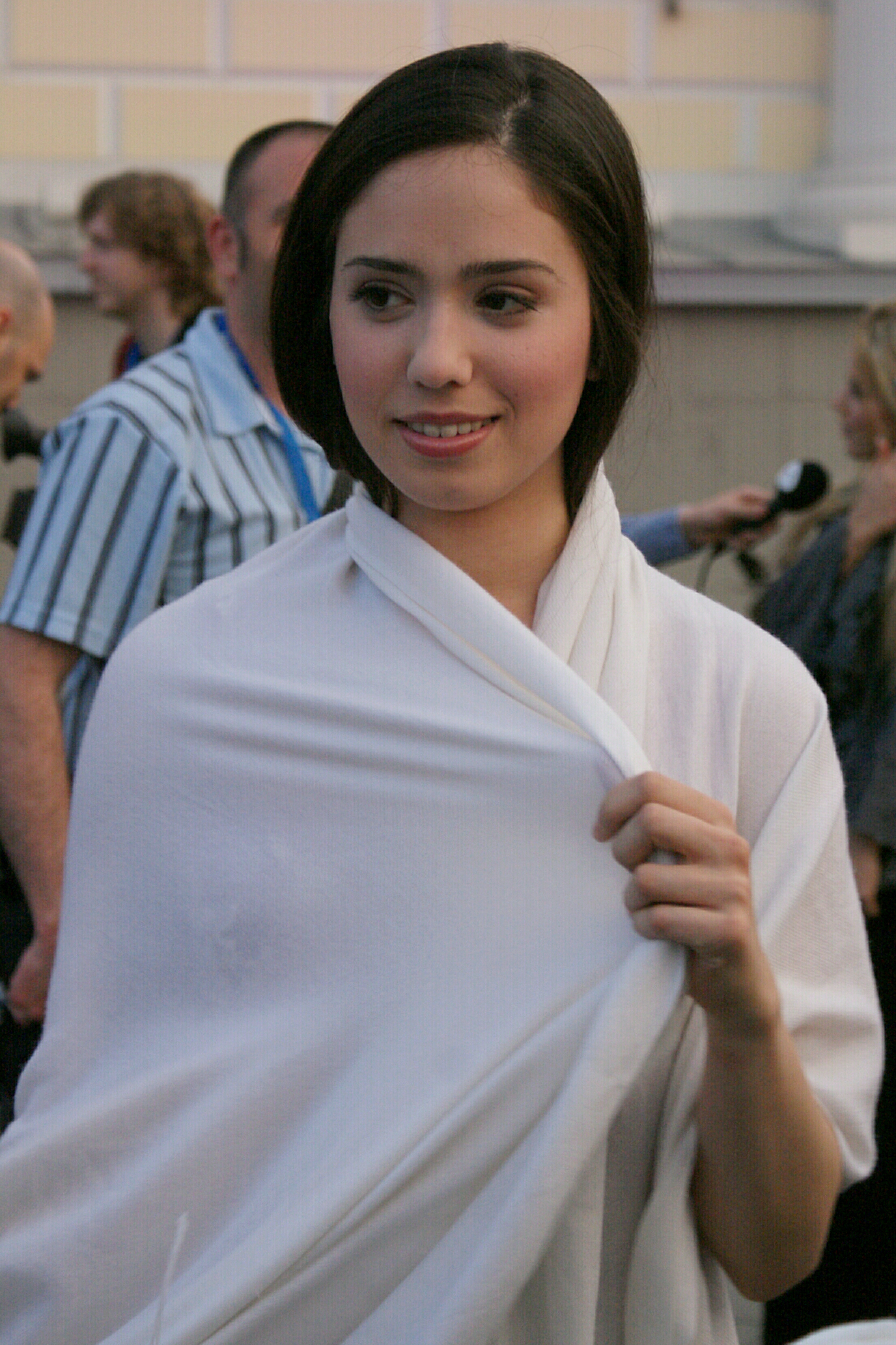
Христина Метакса у Москві (2009)
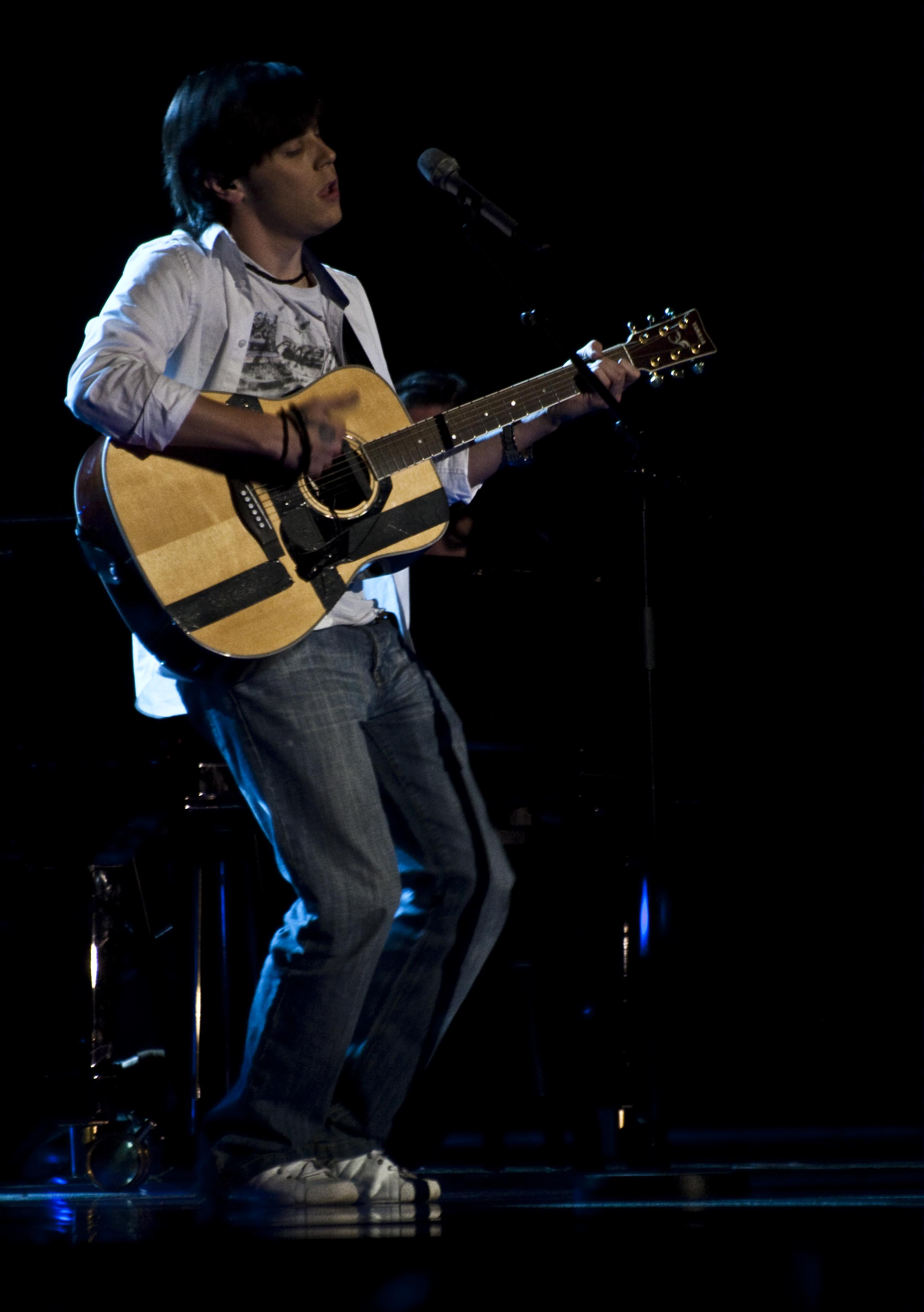
Джон Лілігрін та The Islanders в Осло (2010)
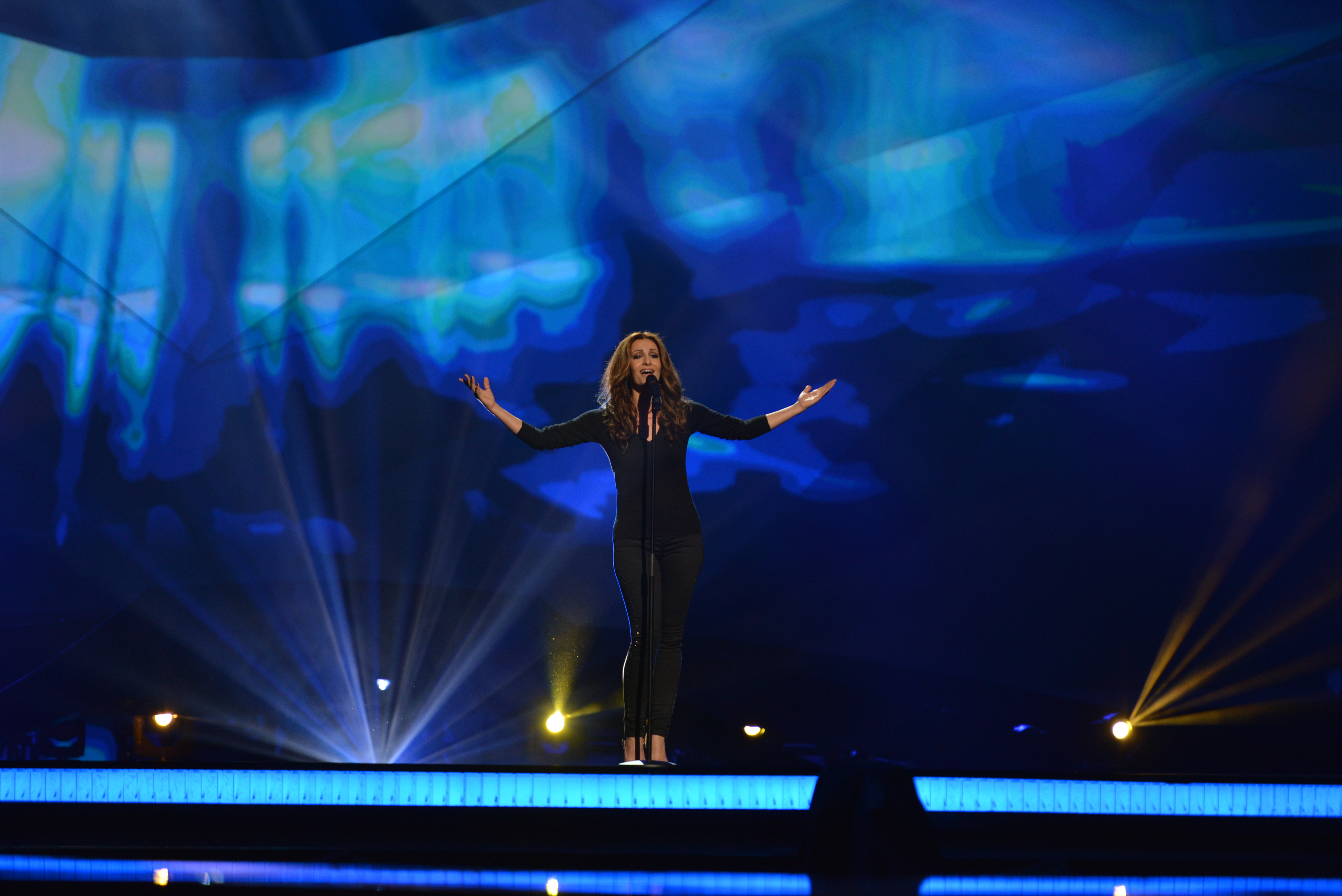
Деспіна Олімпіу в Мальме (2013)
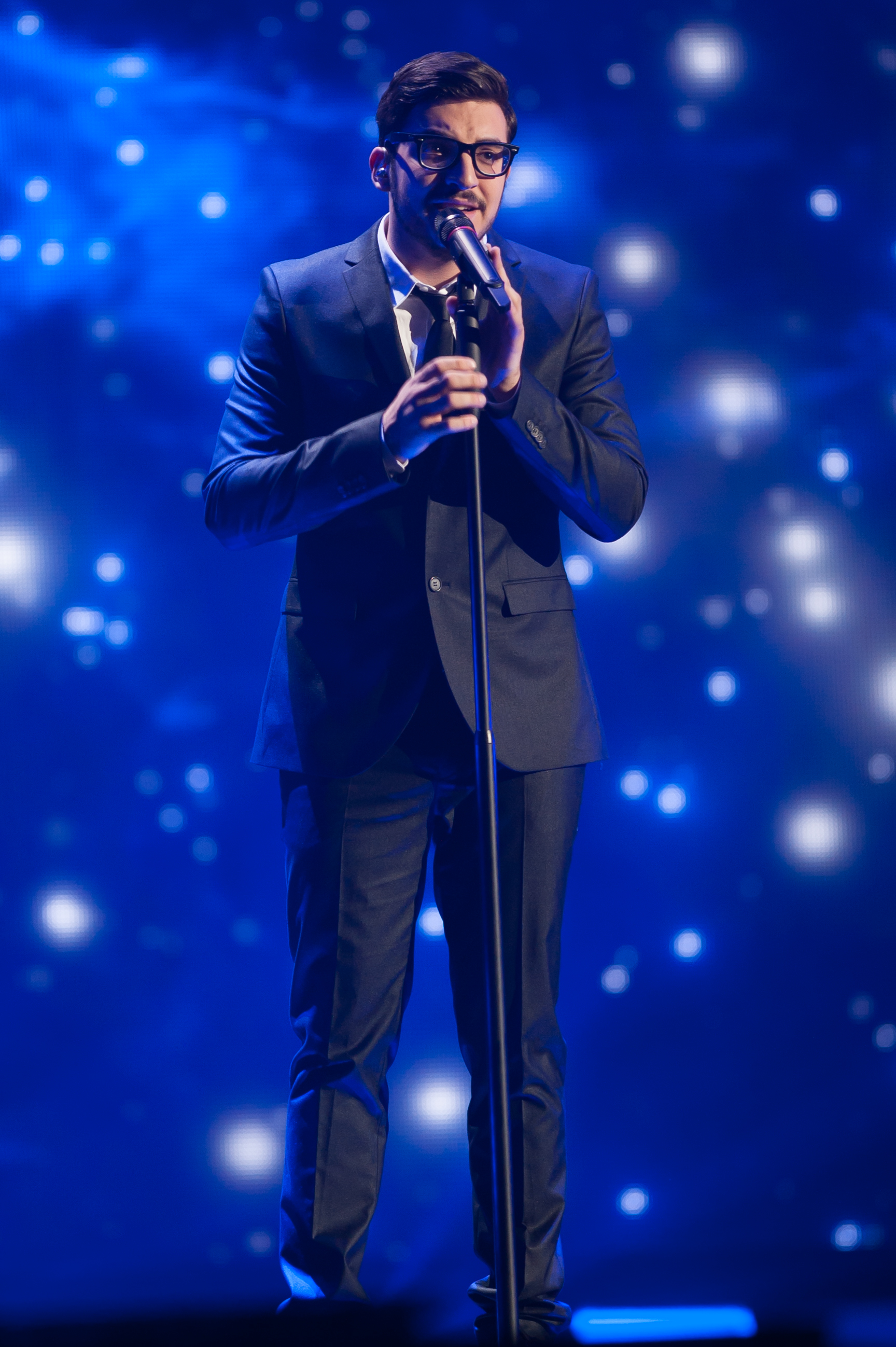
Янніс Караянніс у Відні (2015)
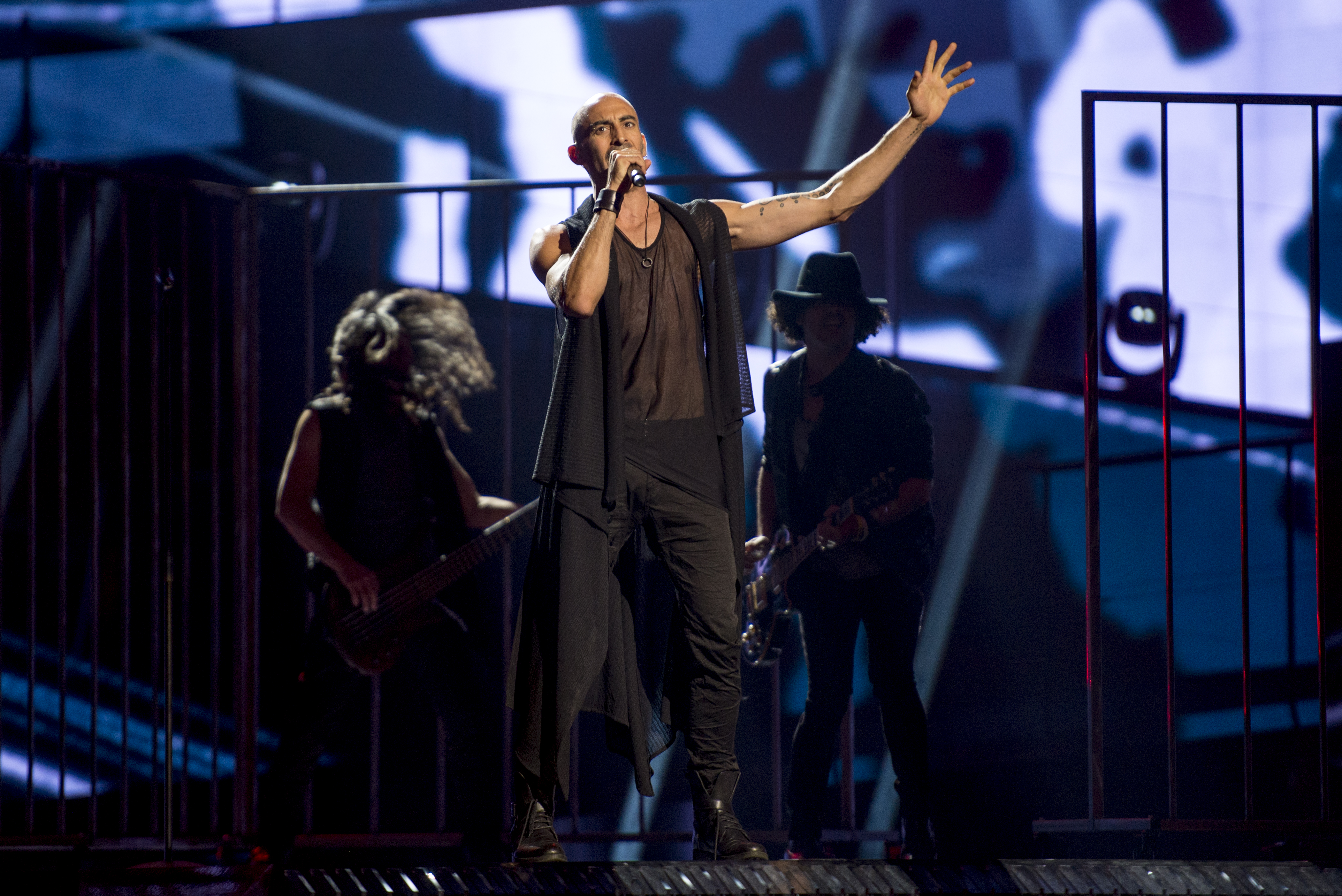
Minus One у Стокгольмі (2016)
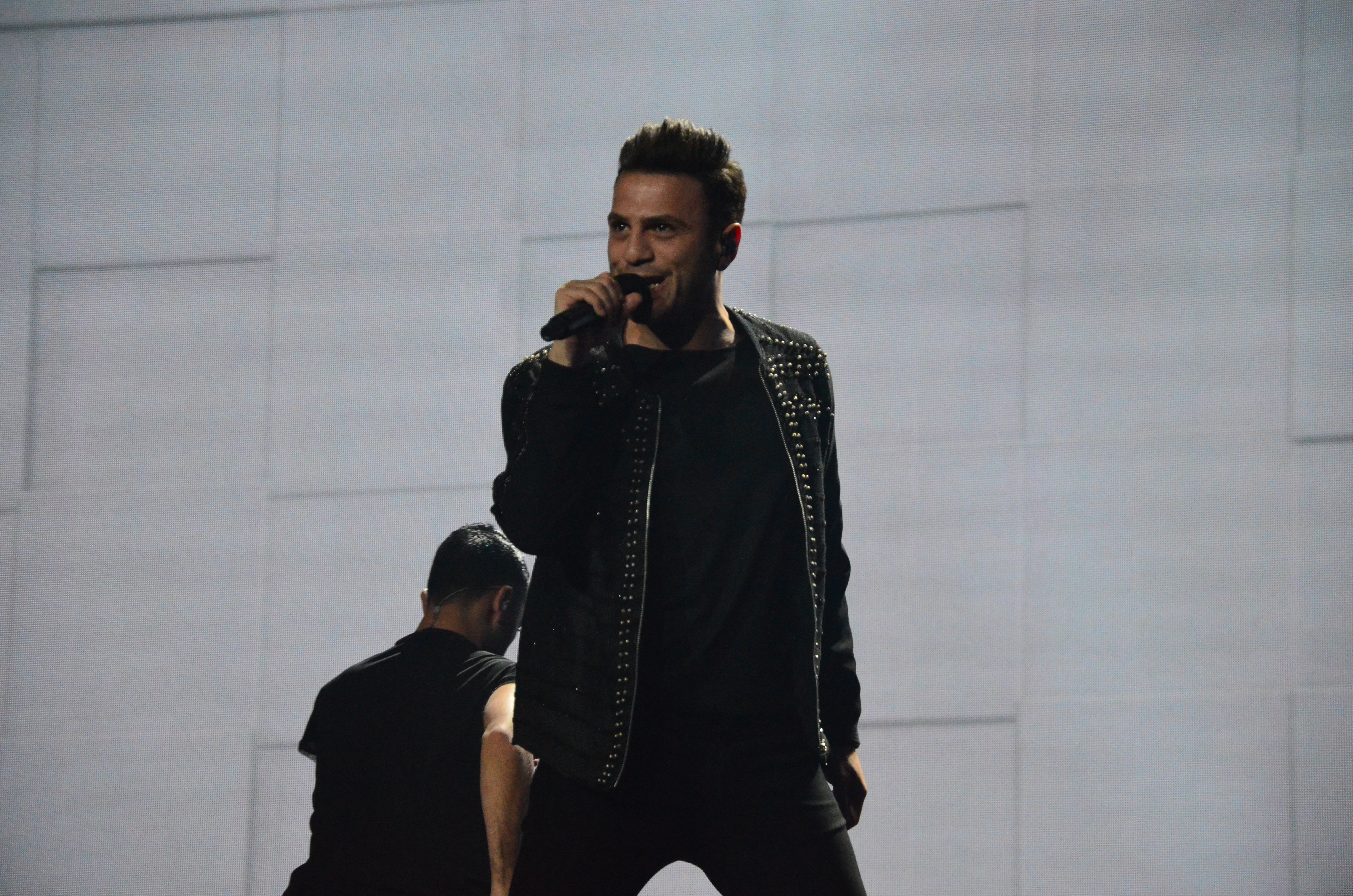
Овіг Демірчян у Києві (2017)
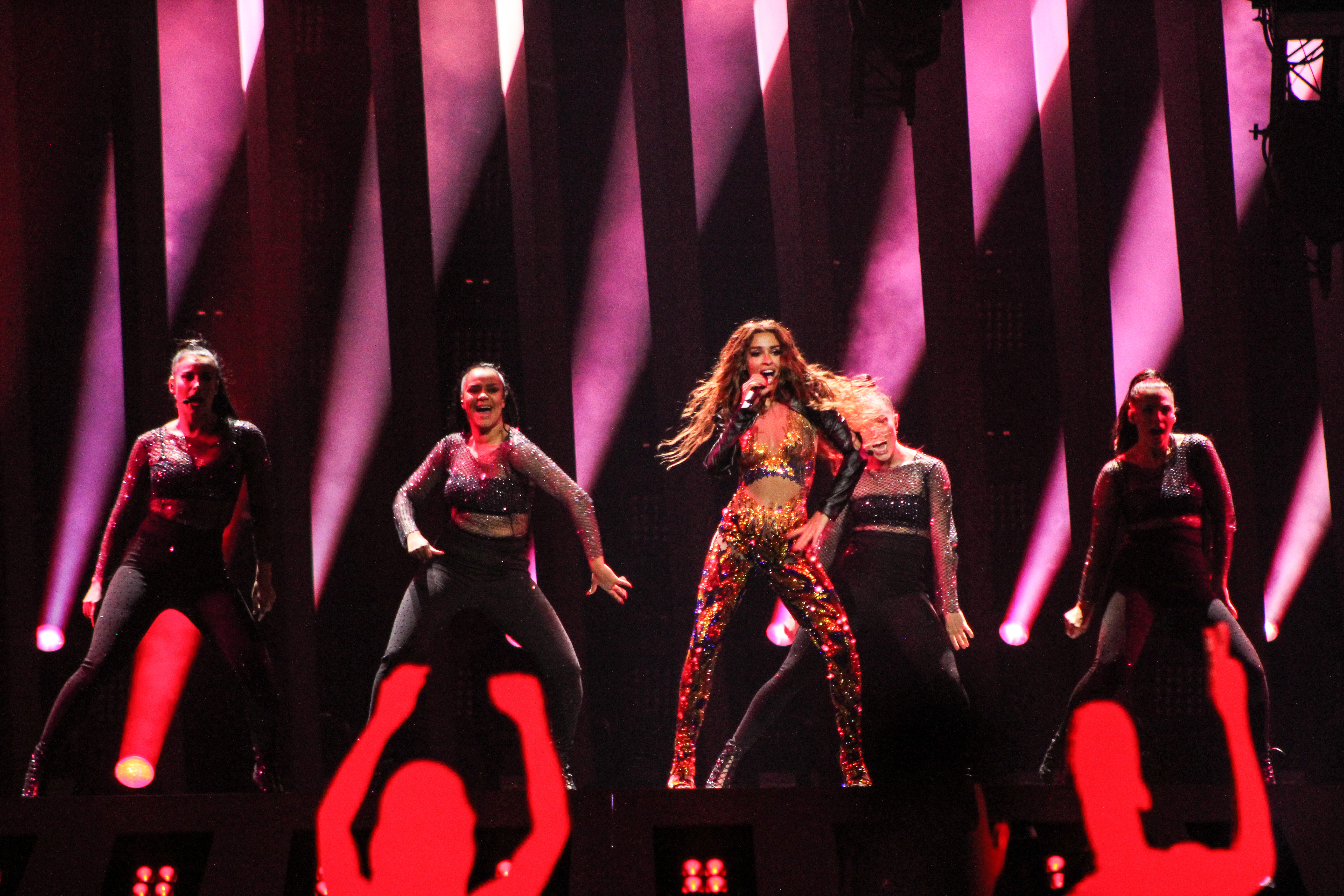
Елені Фурейра у Лісабоні (2018)
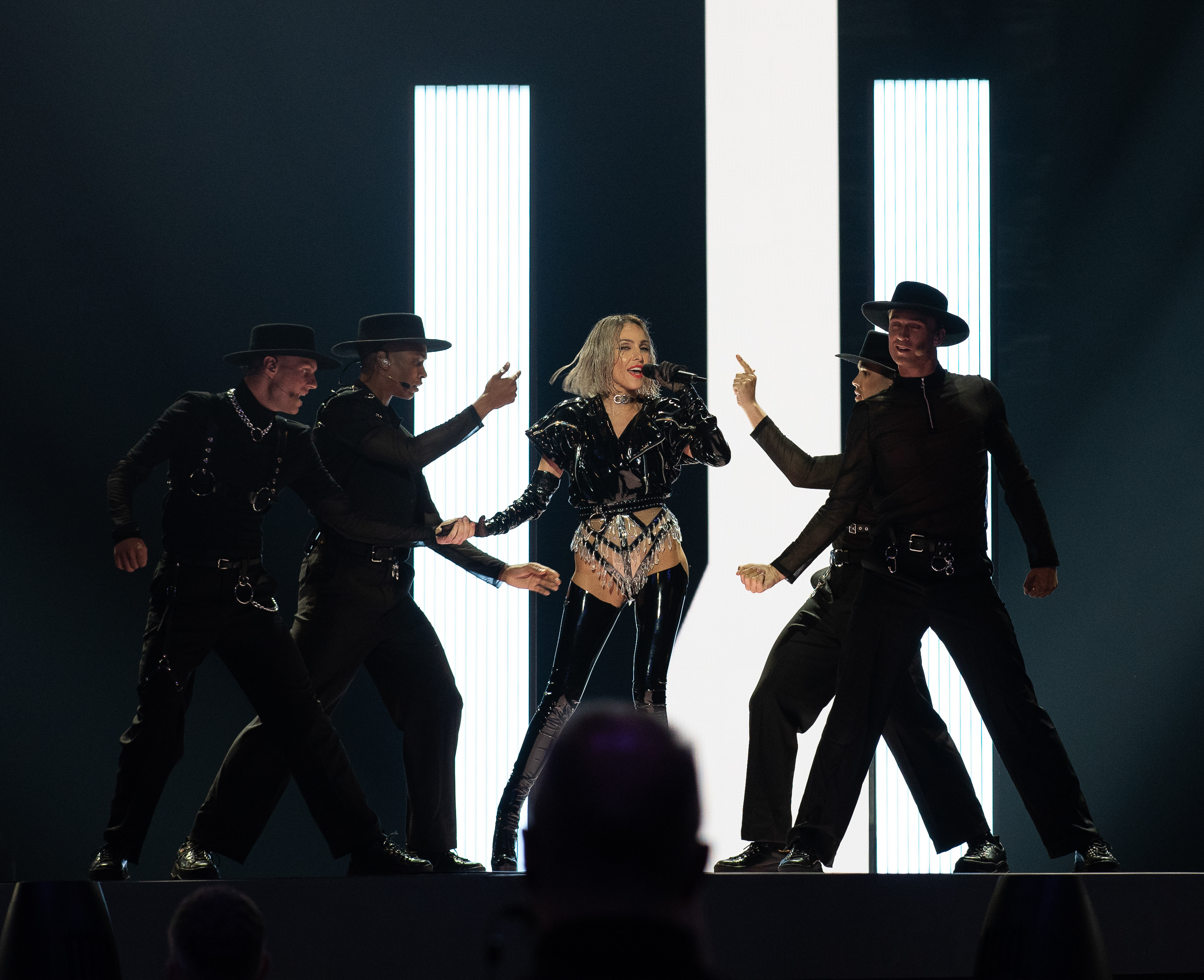
Tamta у Тель-Авіві (2019)
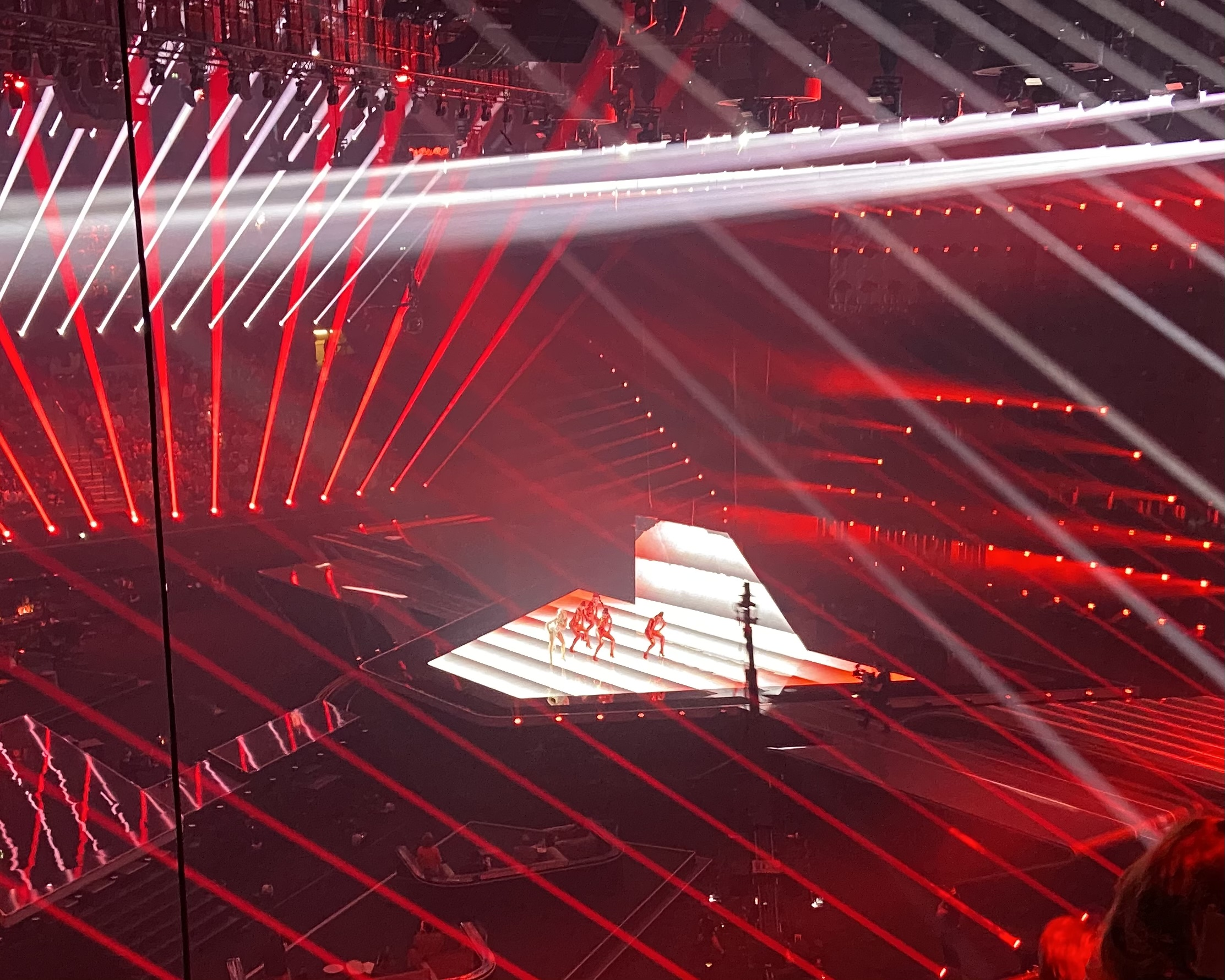
Елена Цагріну у Роттердамі (2021)
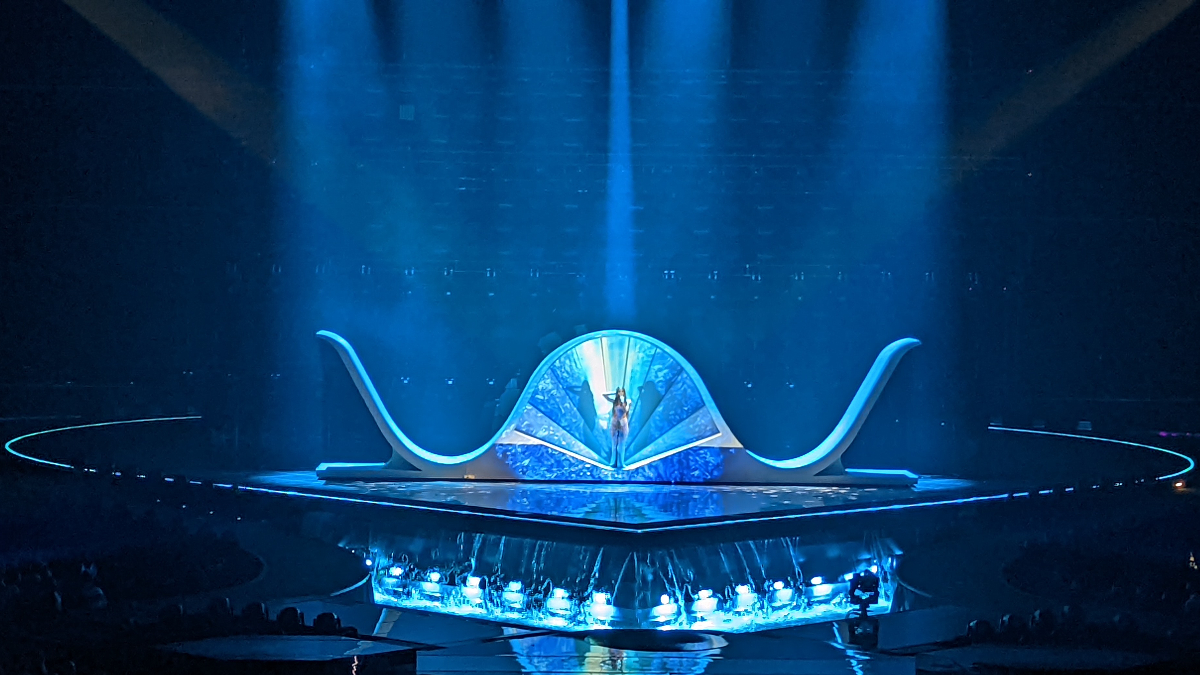
Андромаха у Турині (2022)
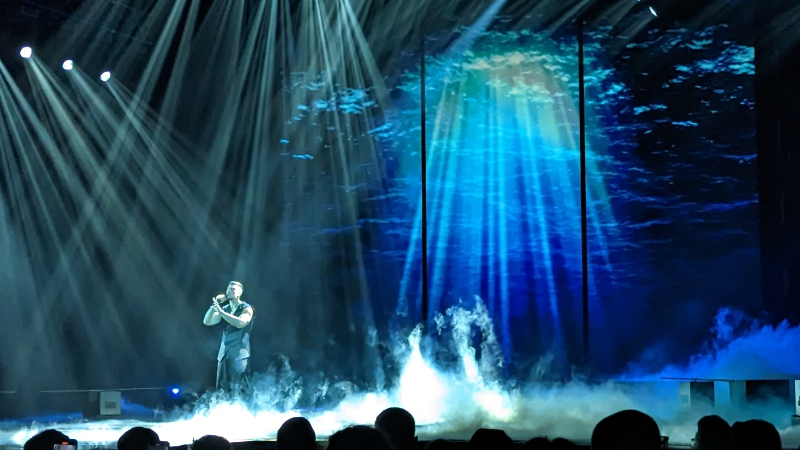
Ендрю Ламбру у Ліверпулі (2023)
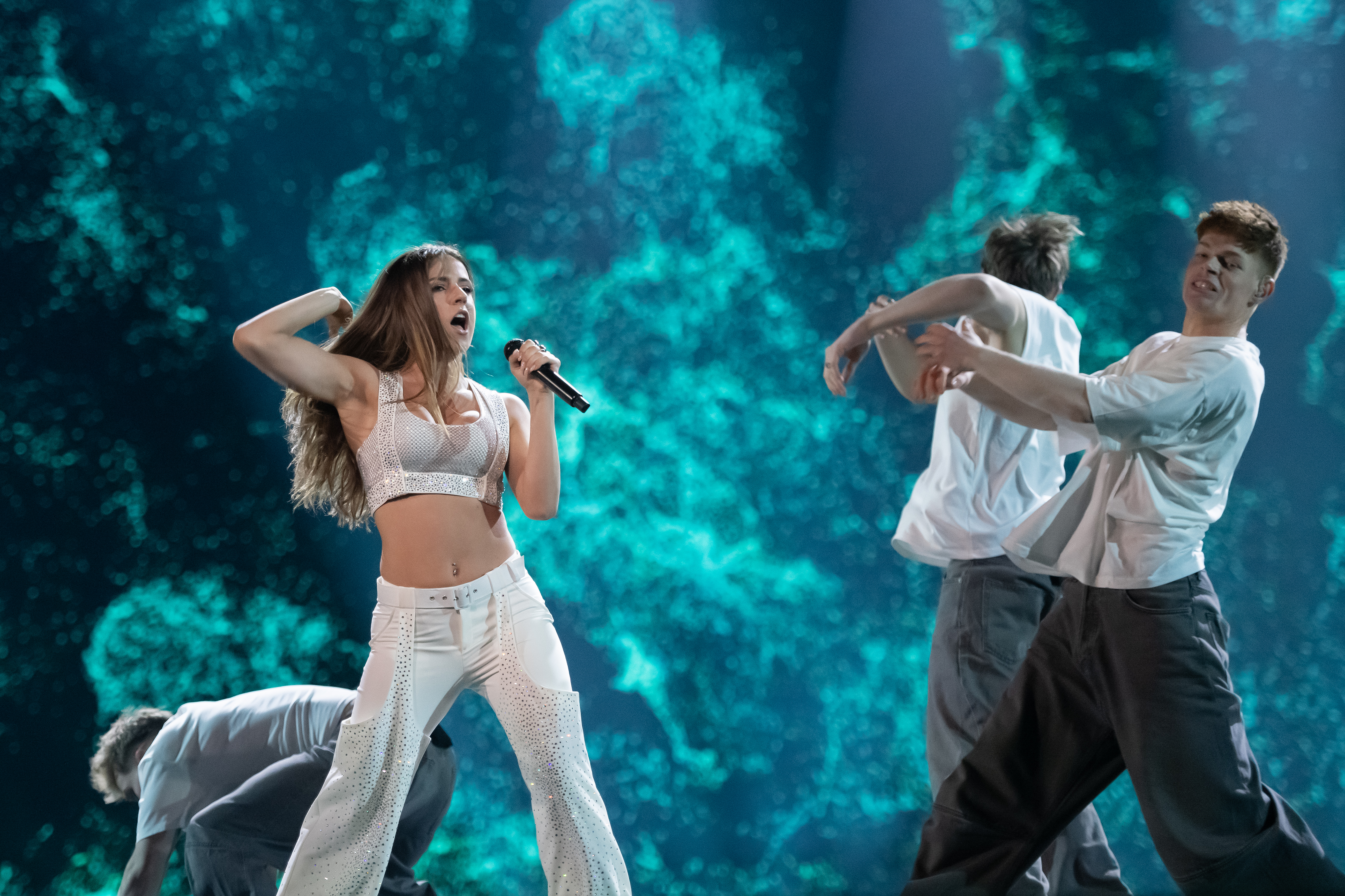
Силія Капсіс в Мальме (2024)

## Статистика голосувань (1981–2023)
| №  | Дано            | Дано | Отримано        | Отримано |
| №  | Країни          | Бали | Країни          | Бали     |
| -- | --------------- | ---- | --------------- | -------- |
| 1  | Греція          | 394  | Греція          | 347      |
| 2  | Італія          | 154  | Мальта          | 105      |
| 3  | Швеція          | 144  | Велика Британія | 89       |
| 4  | Іспанія         | 143  | Іспанія         | 78       |
| 5  | Росія           | 129  | Швеція          | 70       |
| 6  | Франція         | 120  | Фінляндія       | 69       |
| 7  | Ізраїль         | 95   | Данія           | 68       |
| 8  | Велика Британія | 94   | Норвегія        | 67       |
| 9  | Ірландія        | 92   | Росія           | 65       |
| 10 | Україна         | 89   | Ірландія        | 65       |

## Нотатки
1. ↑  Згідно з тодішніми правилами Євробачення, фінал складався зі співаків 24 країн. «Велика четвірка» та 10 країн, які посіли з 10 по 1 місце у фіналі минулого конкурсу, автоматично потрапляли до фіналу. Інші 10 країн потрапляють до фіналу з півфіналу. Якщо країна «Великої Четвірки» зайняла з 10 по 1 місце на минулорічному конкурсі, то з півфіналу до фіналу потрапляє 11 країн, і так далі (це залежить від кількості країн «Великої четвірки», які посіли з 10 по 1 місце у фіналі).
2. ↑  За голосуванням попередніх переможців.